# Patrick Hepburn, I conte di Bothwell
Sir Patrick Hepburn, I conte di Bothwell (... – 18 ottobre 1508), è stato un nobile scozzese, uno dei maggiori feudatari del regno di Scozia tra la fine del XV e l'inizio del XVI secolo.

## Biografia
Era figlio di Adam Hepburn, signore di Hailes e sceriffo di Berwick-upon-Tweed, e di sua moglie Elyne Home. Nacque in data ignota, ma doveva essere già adulto quando il padre morì all'incirca nel 1479, lasciandolo erede del nonno Patrick Hepburn, signore Hailes. Nel 1480 divenne a sua volta sceriffo di Berwick, mentre nel 1482 ereditò le terre e i titoli del nonno.
Molto attivo nella politica nazionale del regno di Scozia, era uno dei lord scontenti che si ribellarono nel 1488 contro il malgoverno di re Giacomo III, e fu proprio Hepburn a comandare l'avanguardia ribelle alla battaglia di Sauchieburn, dove il sovrano trovò la morte. Fu quindi tra i principali favoriti dal nuovo re Giacomo IV di Scozia, che aveva appoggiato la ribellione, e gli fu affidata la tutela di Giacomo Stewart, duca di Ross e fratello del nuovo re. Ricevette inoltre molti titoli onorifici, tra cui lord grande ammiraglio di Scozia e sceriffo di Edimburgo.
Nello stesso 1488 John Ramsay, signore Bothwell, uno degli ex-favoriti di Giacomo III, rinunciò ai propri titoli in favore di Giacomo IV, che li riassegnò a Hepburn elevandolo a conte di Bothwell. Nel 1489 ottenne anche il possesso della contea delle Orcadi e fu proclamato guardiano dell'Occidente della Scozia, divenendo così uno dei feudatari più potenti del regno. Continuò a godere del favore di Giacomo IV anche dopo l'epurazione che egli fece nella sua corte nel 1493, e in occasione del fidanzamento con Margherita Tudor nel 1501 agì da sostituto del sovrano. Morì nel 1508.

## Discendenza
Sposò in prime nozze, all'incirca nel 1480-81, Janet Douglas, figlia di James Douglas, I conte di Morton e nipote di Giacomo I di Scozia, e da lei ebbe una sola figlia:
- Janet, sposa di George Seton, V signore Seton.

Dopo la morte della prima moglie, si risposò nel 1490-91 con Margaret Gordon, figlia di George Gordon, II conte di Huntly, e da lei ebbe cinque figli:
- Adam, suo successore;
- Patrick;
- William;
- John, poi vescovo di Brechin;
- Margaret, moglie di Archibald Douglas, VI conte di Angus.